# Euthrix
Euthrix is een geslacht van vlinders uit de familie van de spinners (Lasiocampidae) en de onderfamilie Lasiocampinae.

## Soorten
- E. albomaculata (Bremer, 1861)
- E. castanea (Hampson, 1892)
- E. consimilis (Candèze, 1927)
- E. decisa (Walker, 1855)
- E. diversifasciata (Gaede, 1932)
- E. fossa (Swinhoe, 1897)
- E. hani (De Lajonquière, 1978)
- E. imitatrix (De Lajonquière, 1978)
- E. improvisa (De Lajonquière, 1978)
- E. inobtrusa (Walker, 1862)
- E. isocyma (Hampson, 1892)
- E. laeta (Walker, 1855)
- E. nigropuncta (Wileman, 1910)
- E. ochreipuncta (Wileman, 1910)
- E. pallidochrea (Hampson, 1896)
- E. potatoria (Linnaeus, 1758) - rietvink
- E. tamahonis (Matsumura, 1927)
- E. tangi (De Lajonquière, 1978)
- E. tsini (De Lajonquière, 1978)